# Неделин, Евгений Яковлевич
Евгений Яковлевич Неделин (наст. фамилия — Недзвецкий, по другим данным Недзляковский, род. 1850; Гайсинский уезд, Подольская губерния, Российская империя — 22 октября [4 ноября] 1913; Киев, Российская империя) — советский русский актёр театра и кино.

## Биография
Родился в 1850 году в Гайсинском уезде Подольской губернии. Являлся русским по национальности.
Завершил обучение в коммерческом училище, служил в Одесской городской управе. 1873 год является началом профессиональной карьеры Неделина. Играл в различных театрах разных городов. С 1898 года — преподаватель в Киевской музыкально-драматической школе М. К. Лесневич–Носовой. Служил такому театру, как «Национальный академический драматический театр имени Леси Украинки».
Ушёл из жизни 22 октября, по другим данным 4 ноября 1913 года в Киеве.

## Театральные работы

### Театральные работы за разные годы
- Петруччио («Укрощение строптивой» Уильяма Шекспира)
- Ихарев («Игроки» Николая Гоголя)
- Телятев («Бешеные деньги» Александра Островского)
- Астров, Гаев, Кулыгин («Дядя Ваня», «Вишневый сад»/Астров («Дядя Ваня» А. П. Чехова)
- «Три сестры» Антона Чехова)
- Чепурной («Дети солнца» Максима Горького)
- Меттерних («Орлёнок» Э. Ростана)
- Дон Жуан («Дон Жуан» Мольера)
- Наполеон («Мадам Сан–Жен» В. Сарду и Э. Моро)
- Юлий Цезарь («Юлий Цезарь» Шекспира)

## Издательства
- Антон Павлович Чехов. Письма. — Наука, 1974. — 586 с.
- Антон Павлович Чехов. Письма: Октябрь 1888-декабрь 1889. — Наука, 1974. — 586 с.
- Антон Павлович Чехов. Полное собрание сочинений и писем. — Наука, 1976. — 586 с.
- Мария Ивановна Велизарий. Путь провинциальной актрисы. — Гос. изд-во "Искусство", 1938. — 352 с.
- Леонид Миронович Леонидов. Воспоминания, статьи, беседы, переписка, записные книжки. — Искусство, 1960. — 824 с.